# Gymnocalycium calochlorum
Gymnocalycium calochlorum är en kaktusväxtart som först beskrevs av Boed., och fick sitt nu gällande namn av Y. Itô. Gymnocalycium calochlorum ingår i släktet Gymnocalycium och familjen kaktusväxter. Inga underarter finns listade i Catalogue of Life.

## Bildgalleri

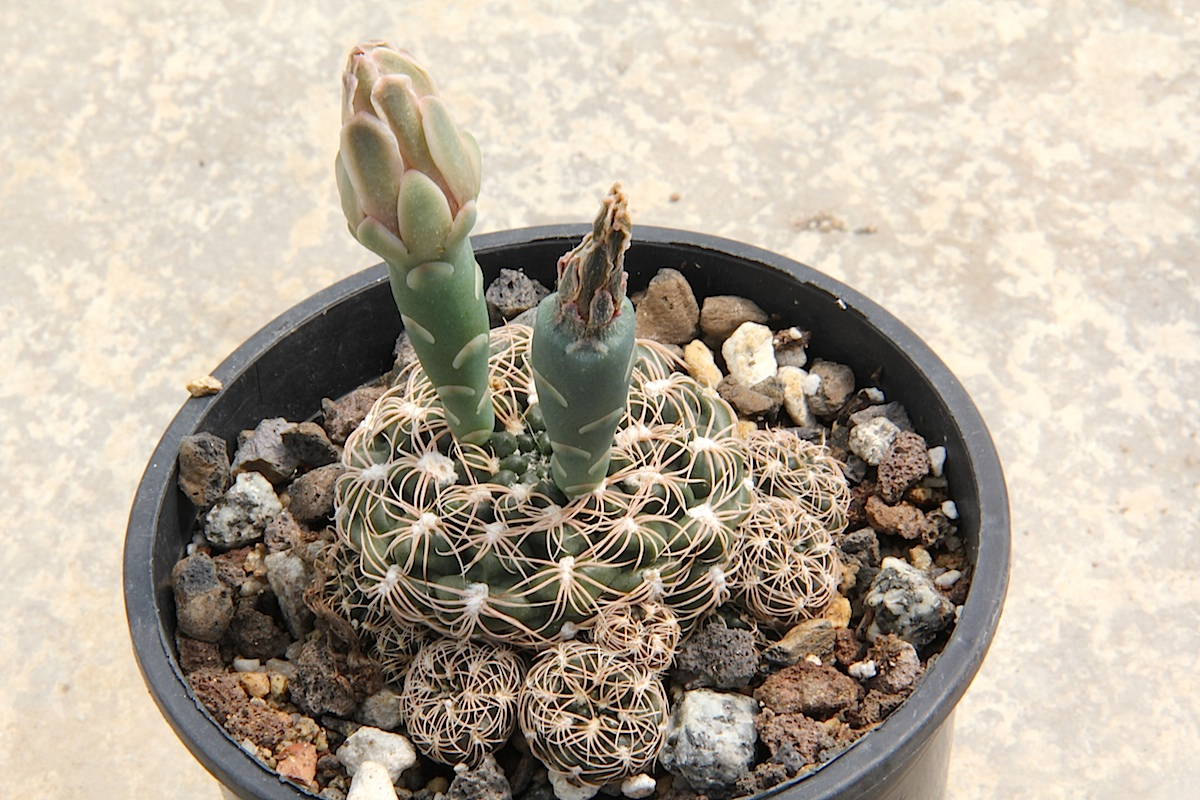
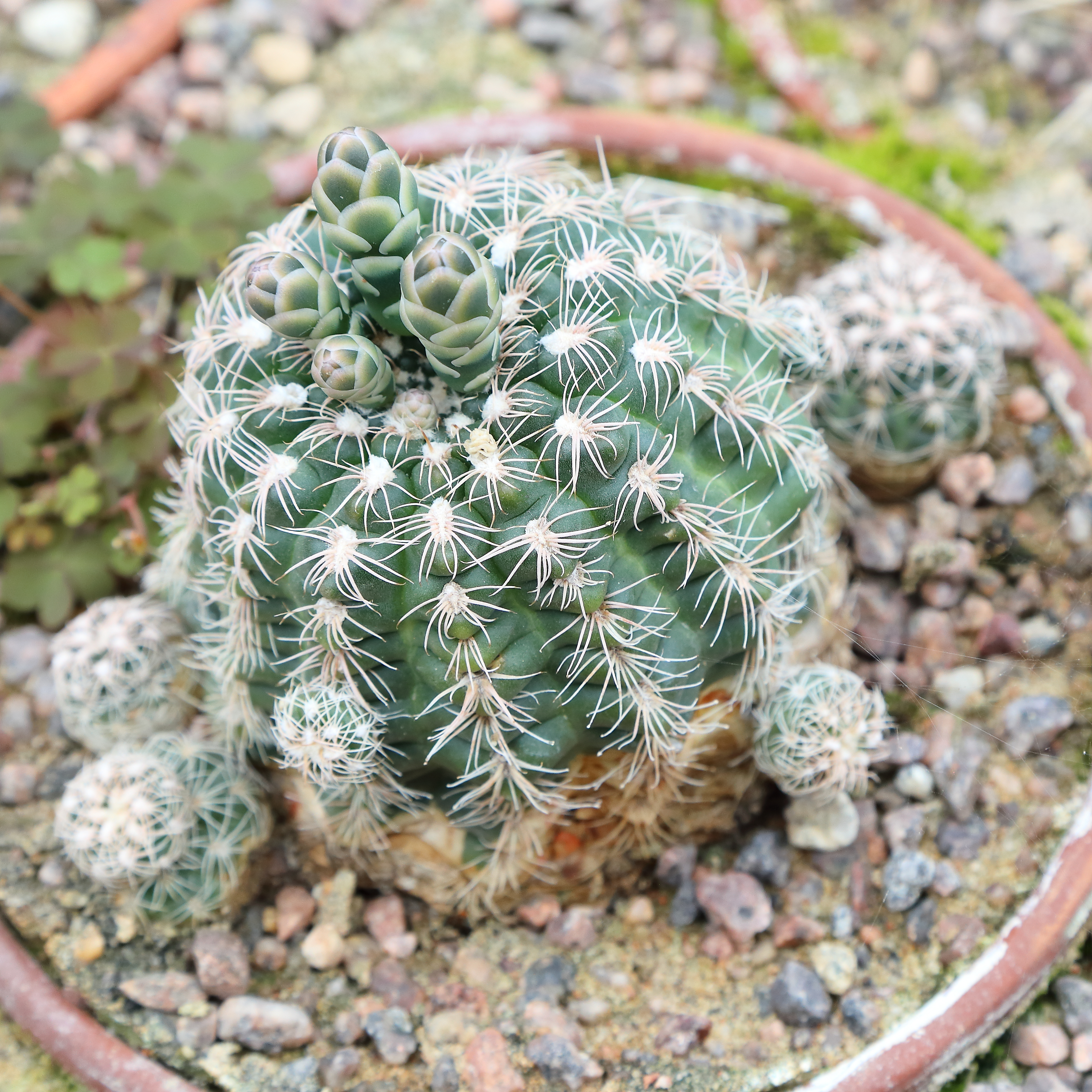
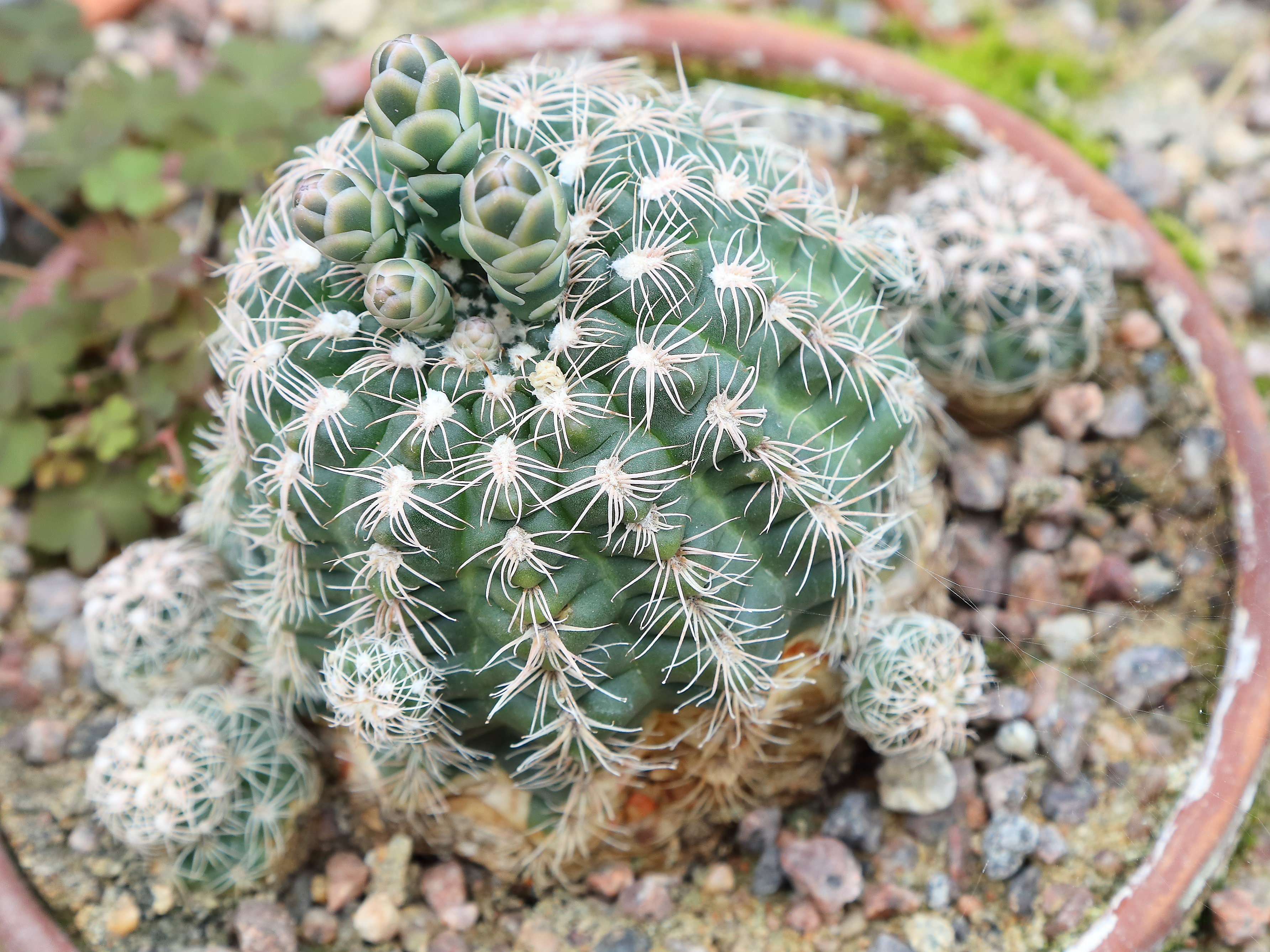